# Rio de Taburiente
De Rio de Taburiente is een stroom in het oosten van het Canarische eiland La Palma. 
De stroom voert het water van de bodem van de Caldera de Taburiente, op ongeveer 1000 m hoogte, via de Barranco de Las Angustias over ongeveer tien kilometer naar de Atlantische Oceaan.

## Geografie
De Rio de Taburiente ontspringt in de Caldera als resultaat van een groot aantal bronnen aan de binnenrand van de krater. De rivier vloeit in zuidwestelijke richting naar de kust. In de zomer staat de stroom al enkele kilometers stroomafwaarts droog, doch extra regenval in de winter kan voor tijdelijk zware overstromingen zorgen, die in het verleden al meermaals mensen verrast heeft.
Via de Barranco de Las Angustias stroom de rivier door een bescherm landschap met bananen- en avocadoplantages ten noorden van de gemeentes Los Llanos de Aridane en Tazacorte, vervolgens door het plaatsje Puerto de Tazacorte waar het in de Atlantische Oceaan stroomt.
Ongeveer twee kilometer voor de monding ligt het Heiligdom van Nuestra Señora de las Angustias.

## Barranco de Las Angustias
De Barranco de Las Angustias (letterlijk: Kloof van de Angst) is ongeveer 500.000 jaar geleden ontstaan, als gevolg van het ineenstorten van de westelijke flank van de oorspronkelijke vulkaan Taburiente. Samen met de Caldera is de kloof door erosie verdiept en verbreed. Getuigen hiervan zijn de enorme, door het stromende water gladgeschuurde rotsblokken in de rivierbedding.
Kenmerkend zijn de tot 1000 m hoge, bijna verticale wanden van het ravijn aan de noordzijde. De zuidzijde wordt gevormd door de wanden van de 1854 m hoge Pico Bejenado, een inactieve vulkaan.
In het rivierbed van de Taburiente is plaatselijk kussenlava te vinden. Deze vorm van lava ontstaat wanneer magma onderwater naar buiten vloeit en stolt, een bewijs voor onderzees vulkanisme op La Palma.